# Friedrich Wilhelm Wagner (Politiker, 1894)

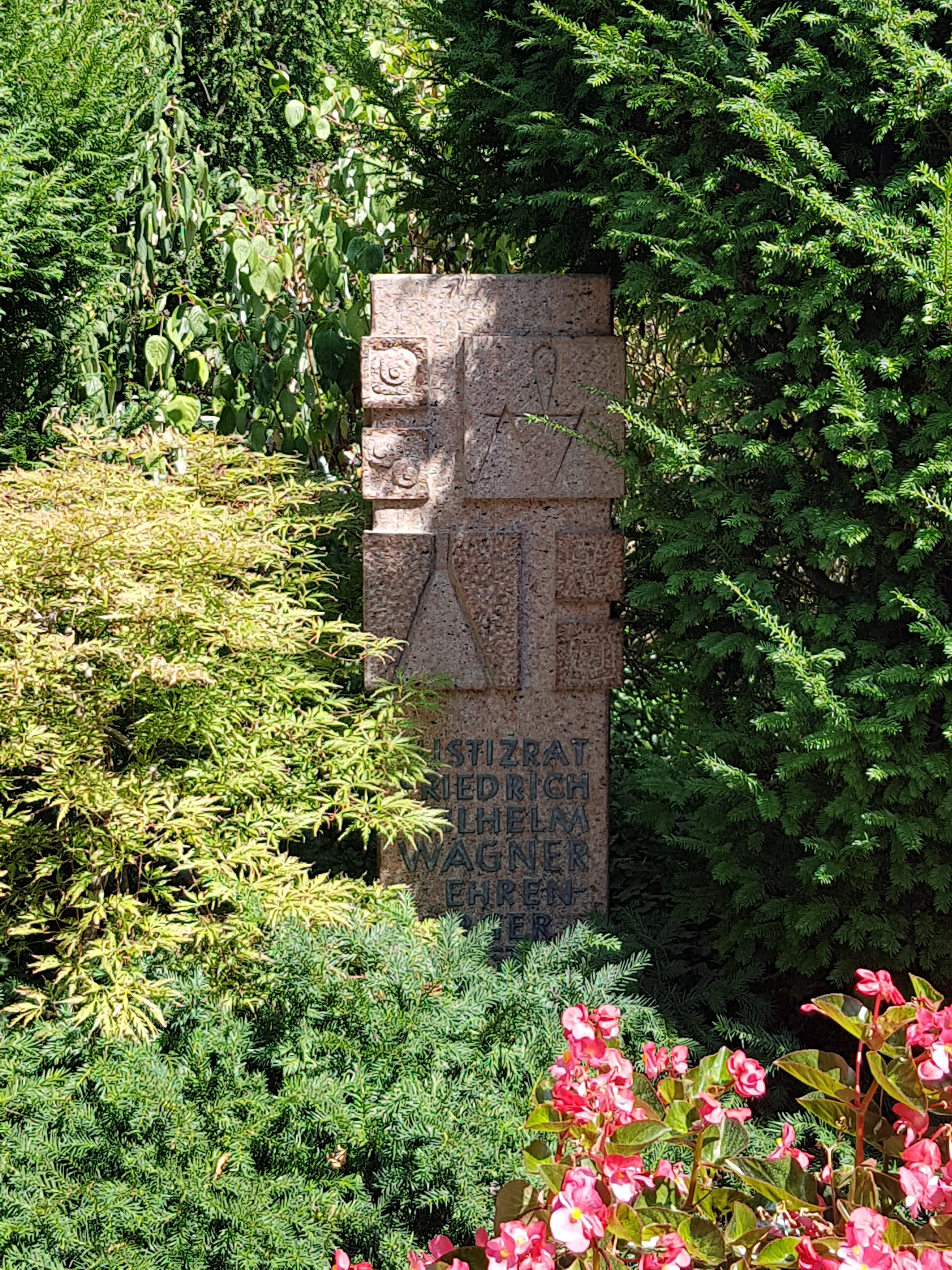
Grabdenkmal auf dem Ludwigshafener Hauptfriedhof

Friedrich Wilhelm Wagner (* 28. Februar 1894 in Ludwigshafen am Rhein; † 17. März 1971 ebenda) war ein deutscher Jurist und Politiker (SPD). Er war von 1961 bis 1967 Vizepräsident des Bundesverfassungsgerichts.

## Leben
Wagner wurde als Sohn eines Arbeiters geboren. Er absolvierte die Oberrealschule in Ludwigshafen, wo er 1913 das Abitur ablegte. Im Ersten Weltkrieg war er 1915/16 zum Militärdienst eingezogen.
Nach dem Studium der Staats- und Rechtswissenschaft in Tübingen, München, Heidelberg und Berlin war er vorübergehend in der Kommunalverwaltung tätig. 1922 ließ er sich als Rechtsanwalt in Ludwigshafen nieder. Er war Mitglied der Freireligiösen Gemeinde Ludwigshafen und der Freimaurerloge Carl zur Eintracht in Mannheim.
Von 1920 bis 1922 war Wagner Vorsitzender des Ortsvereins Ludwigshafen der SPD, von 1925 bis 1933 Gauvorsitzender des Reichsbanners Schwarz-Rot-Gold für das Gebiet Pfalz, Saar, Nahe. Zudem war er langjähriges Mitglied des Bezirksvorstands der pfälzischen SPD. 1930 zog er als Nachfolger des verstorbenen Johannes Hoffmann (1867–1930) für die SPD in den Reichstag ein. Als Jurist führte er zahlreiche politische Prozesse, vertrat beispielsweise den SPD-Vorsitzenden Otto Wels gegen den NSDAP-Gauleiter im Rheinland und späteren Begründer und Anführer der Deutschen Arbeitsfront (DAF), Robert Ley, der zu drei Monaten Gefängnisstrafe verurteilt wurde.

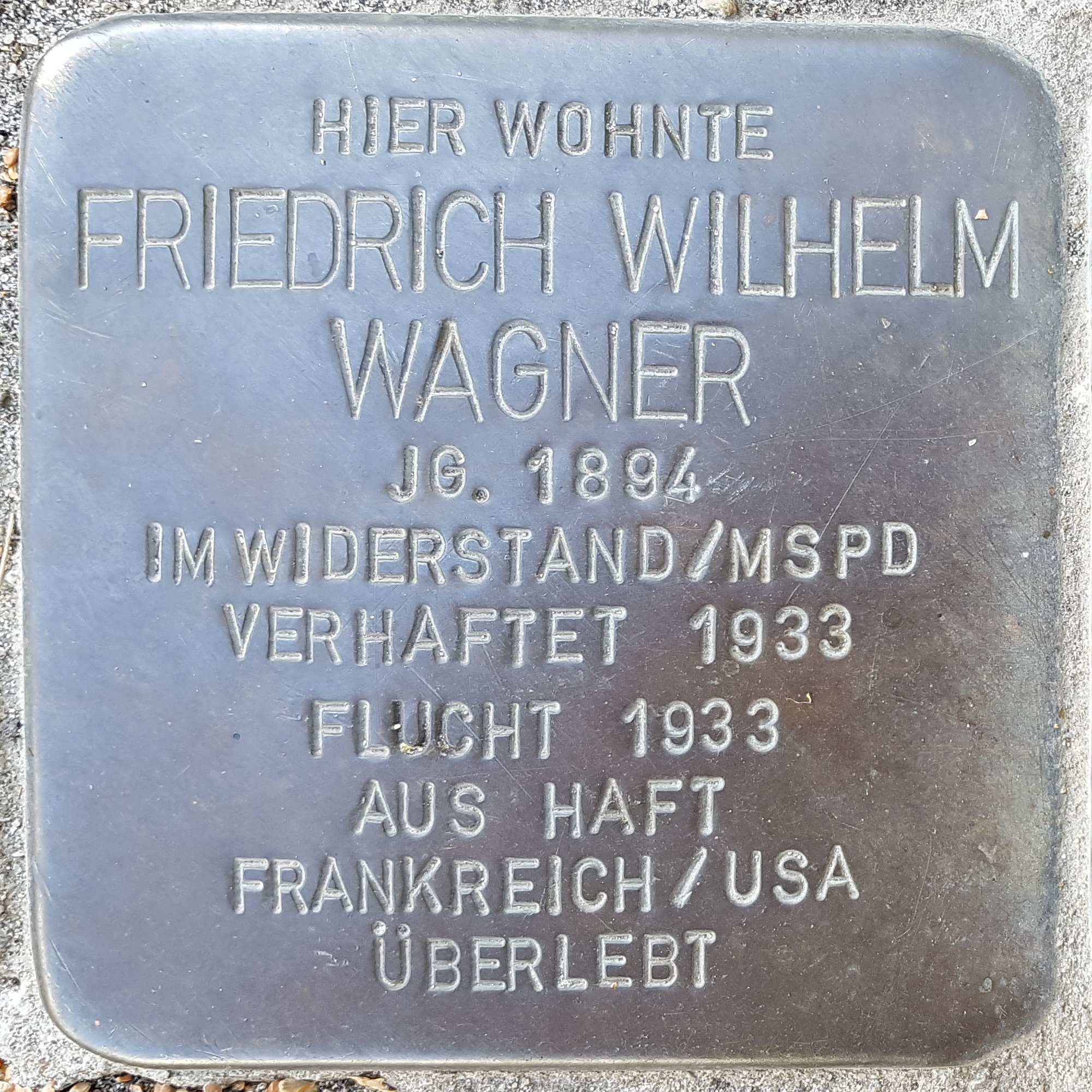
Wagners Stolperstein in seiner Geburtsstadt Ludwigshafen vor dem Haus Rubensstraße 25

Am 10. März 1933, kurz nach der nationalsozialistischen Machtergreifung, wurde Wagner während einer Gerichtsverhandlung verhaftet. Noch am gleichen Tag gelang ihm die Flucht nach Straßburg, später Paris, wo er sich in diversen Exilorganisationen betätigte. Im Oktober 1937 wurden er und seine Frau vom NS-Staat ausgebürgert. Wagner war von 1937 bis 1941 Vorsitzender der Zentralvereinigung der deutschen Emigration und aktiv beteiligt im Ausschuss zur Vorbereitung einer Volksfront. Nach dem Einmarsch deutscher Truppen in Frankreich floh er über Spanien und Portugal in die USA, wo er von April 1941 bis November 1946 blieb. Wagner bekam eine Stellung als Bibliothekar an der Rand School of Social Science in New York und wurde deutsches Vorstandsmitglied der Social Democratic Federation. Als Mitglied der Association of Free Germans sowie der German Labour Delegation beschäftigte Wagner sich mit der „deutschen Frage“ und gehörte so auch zu den Unterzeichnern der Erklärung „What is to be done with Germany?“ von Ostern 1945.
Bei seiner Rückkehr nach Ludwigshafen Anfang 1947 eröffnete Wagner erneut seine Anwaltskanzlei (die er in den 1960er Jahren an seinen vorherigen Juniorpartner Karl-Heinz Weyrich übergab) und wirkte in zahlreichen Prozessen an der juristischen Aufarbeitung der NS-Zeit mit. So verteidigte er 1947/48 im Nürnberger I.G.-Farben-Prozess den Leiter des Ludwigshafener Werks, Carl Wurster, und erwirkte einen Freispruch. Darüber hinaus war er von 1948 bis 1956 als Präsident der rheinland-pfälzischen Rechtsanwaltskammer tätig und bekleidete von 1959 bis 1961 das Amt des Präsidenten des Ehrengerichtshofes für Rechtsanwälte des Landes Rheinland-Pfalz.
Wagner wurde 1947 Mitglied des Landtags von Rheinland-Pfalz und war Vorsitzender des Rechts- und des Hauptausschusses. Er gehörte dem Parlamentarischen Rat an, wo er den Vorsitz des Kompetenzausschusses innehatte. Der heute im Grundgesetz verankerte Artikel 102 („Die Todesstrafe ist abgeschafft.“) geht auf seine Initiative zurück. Wagner gehörte dem Bundestag von 1949 bis 1961 als stets in seinem Ludwigshafener Wahlkreis direkt gewählter Abgeordneter an und befasste sich vornehmlich mit juristischen Fragen. Er saß in den ersten beiden Bundestagen dem Ausschuss für Patentrecht und gewerblichen Rechtsschutz (später: „… und Urheberrecht“) vor. Ferner war Wagner Mitglied des Rechtsausschusses, der in den ersten beiden Wahlperioden als Ausschuss für Rechtswesen und Verfassungsrecht firmierte, des Ausschusses für Mittelstandsfragen sowie des Richterwahlausschusses zur Wahl der Richter an oberen Bundesgerichten.
Mitglied des Stadtrats seiner Heimatstadt Ludwigshafen war Wagner vom Dezember 1948 bis zum Dezember 1961.
Von 1961 bis 1967 war Wagner Vorsitzender des Zweiten Senats und Vizepräsident des Bundesverfassungsgerichts und damit Nachfolger des verstorbenen Rudolf Katz, den er in New York kennengelernt hatte. Mit 73 Jahren schied er aus dem Gericht aus und war somit der älteste amtierende Verfassungsrichter. Seit 1962 gilt eine Altersgrenze von 68 Jahren, die für ihn wegen einer Übergangsfrist nicht galt.
Wagner war 1970 Mitbegründer der Freimaurerloge „Pylon zur Leuchte am Rhein“ in Ludwigshafen. Seine letzte Ruhestätte fand er auf dem Ludwigshafener Hauptfriedhof.

## Ehrungen

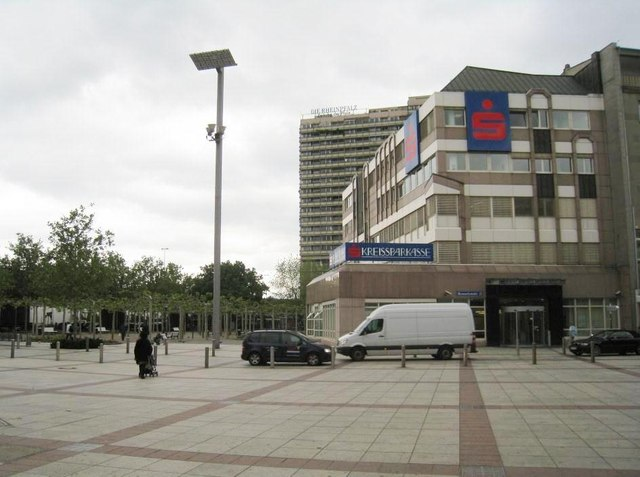
Friedrich-Wilhelm-Wagner-Platz in Ludwigshafen

Nach der Verleihung des Ehrentitels Justizrat erhielt Wagner 1964 anlässlich seines 70. Geburtstags den Großen Verdienstorden der Bundesrepublik Deutschland mit Schulterband und Stern und wurde zum Ehrenbürger der Stadt Ludwigshafen ernannt. Zudem hat seine Heimatstadt ihm den Friedrich-Wilhelm-Wagner-Platz im Stadtteil Mitte gewidmet. Das Land Rheinland-Pfalz ehrte ihn mit der Verleihung der Freiherr-vom-Stein-Plakette.